# Draft NFL 2001
Il Draft NFL 2001 è il classico avvenimento annuale organizzato dalla NFL che si è tenuto il 21 e il 22 aprile 2001. L'ordine del draft era costituito semplicemente invertendo l'ordine di come si è conclusa la stagione regolare 2000, quindi dalla squadra che aveva ottenuto meno vittorie a quella con più vittorie; tranne per le ultime due scelte (30ª e 31ª) che sono state assegnate rispettivamente alla perdente e alla vincente del Super Bowl XXXV. In caso di parità di vittorie si guardava come prima cosa la difficoltà del calendario che le squadre con lo stesso numero di vittorie si erano affrontate. In caso di ulteriore parità si guardavano il numero delle vittorie raggiunte all'interno della propria division o conference. Se la parità persisteva la decisione veniva presa con il lancio della monetina.

## Scelte
|  | = Pro Bowler †  |
|  | = Hall of Famer |

|  | Giro | Scelta | Squadra              | Giocatore             | Ruolo | College                | Conference   |
|  | ---- | ------ | -------------------- | --------------------- | ----- | ---------------------- | ------------ |
|  | 1    | 1      | Atlanta Falcons      | Michael Vick†         | QB    | Virginia Tech          | Big East     |
|  | 1    | 2      | Arizona Cardinals    | Leonard Davis†        | G     | Texas                  | Big 12       |
|  | 1    | 3      | Cleveland Browns     | Gerard Warren         | DT    | Florida                | SEC          |
|  | 1    | 4      | Cincinnati Bengals   | Justin Smith†         | DE    | Missouri               | Big 12       |
|  | 1    | 5      | San Diego Chargers   | LaDainian Tomlinson   | RB    | TCU                    | WAC          |
|  | 1    | 6      | New England Patriots | Richard Seymour       | DT    | Georgia                | SEC          |
|  | 1    | 7      | San Francisco 49ers  | Andre Carter†         | DE    | California             | Pac-10       |
|  | 1    | 8      | Chicago Bears        | David Terrell         | WR    | Michigan               | Big Ten      |
|  | 1    | 9      | Seattle Seahawks     | Koren Robinson†       | WR    | NC State               | ACC          |
|  | 1    | 10     | Green Bay Packers    | Jamal Reynolds        | DE    | Florida State          | ACC          |
|  | 1    | 11     | Carolina Panthers    | Dan Morgan†           | LB    | Miami                  | Big East     |
|  | 1    | 12     | St. Louis Rams       | Damione Lewis         | DT    | Miami                  | Big East     |
|  | 1    | 13     | Jacksonville Jaguars | Marcus Stroud†        | DT    | Georgia                | SEC          |
|  | 1    | 14     | Tampa Bay Buccaneers | Kenyatta Walker       | OT    | Florida                | SEC          |
|  | 1    | 15     | Washington Redskins  | Rod Gardner           | WR    | Clemson                | ACC          |
|  | 1    | 16     | New York Jets        | Santana Moss†         | WR    | Miami (FL)             | Big East     |
|  | 1    | 17     | Seattle Seahawks     | Steve Hutchinson      | G     | Michigan               | Big Ten      |
|  | 1    | 18     | Detroit Lions        | Jeff Backus           | OT    | Michigan               | Big Ten      |
|  | 1    | 19     | Pittsburgh Steelers  | Casey Hampton†        | DT    | Texas                  | Big 12       |
|  | 1    | 20     | St. Louis Rams       | Adam Archuleta        | SS    | Arizona State          | Pac-10       |
|  | 1    | 21     | Buffalo Bills        | Nate Clements†        | CB    | Ohio State             | Big Ten      |
|  | 1    | 22     | New York Giants      | Will Allen            | CB    | Syracuse               | Big East     |
|  | 1    | 23     | New Orleans Saints   | Deuce McAllister†     | RB    | Mississippi            | SEC          |
|  | 1    | 24     | Denver Broncos       | Willie Middlebrooks   | CB    | Minnesota              | Big Ten      |
|  | 1    | 25     | Philadelphia Eagles  | Freddie Mitchell      | WR    | UCLA                   | Pac-10       |
|  | 1    | 26     | Miami Dolphins       | Jamar Fletcher        | CB    | Wisconsin              | Big Ten      |
|  | 1    | 27     | Minnesota Vikings    | Michael Bennett†      | RB    | Wisconsin              | Big Ten      |
|  | 1    | 28     | Oakland Raiders      | Derrick Gibson        | SS    | Florida State          | ACC          |
|  | 1    | 29     | St. Louis Rams       | Ryan Pickett          | DT    | Ohio State             | Big Ten      |
|  | 1    | 30     | Indianapolis Colts   | Reggie Wayne†         | WR    | Miami (FL)             | Big East     |
|  | 1    | 31     | Baltimore Ravens     | Todd Heap†            | TE    | Arizona State          | Pac-10       |
|  | 2    | 32     | San Diego Chargers   | Drew Brees†           | QB    | Purdue                 | Big Ten      |
|  | 2    | 33     | Cleveland Browns     | Quincy Morgan         | WR    | Kansas State           | Big 12       |
|  | 2    | 34     | Arizona Cardinals    | Kyle Vanden Bosch†    | DE    | Nebraska               | Big 12       |
|  | 2    | 35     | Atlanta Falcons      | Alge Crumpler†        | TE    | North Carolina         | ACC          |
|  | 2    | 36     | Cincinnati Bengals   | Chad Johnson†         | WR    | Oregon State           | Pac-10       |
|  | 2    | 37     | Indianapolis Colts   | Idrees Bashir         | FS    | Memphis                | C-USA        |
|  | 2    | 38     | Chicago Bears        | Anthony Thomas        | RB    | Michigan               | Big Ten      |
|  | 2    | 39     | Pittsburgh Steelers  | Kendrell Bell†        | LB    | Georgia                | SEC          |
|  | 2    | 40     | Seattle Seahawks     | Ken Lucas             | CB    | Mississippi            | SEC          |
|  | 2    | 41     | Green Bay Packers    | Robert Ferguson       | WR    | Texas A&M              | Big 12       |
|  | 2    | 42     | St. Louis Rams       | Tommy Polley          | OLB   | Florida State          | ACC          |
|  | 2    | 43     | Jacksonville Jaguars | Maurice Williams      | OT    | Michigan               | Big Ten      |
|  | 2    | 44     | Carolina Panthers    | Kris Jenkins†         | DT    | Maryland               | ACC          |
|  | 2    | 45     | Washington Redskins  | Fred Smoot            | CB    | Mississippi State      | SEC          |
|  | 2    | 46     | Buffalo Bills        | Aaron Schobel†        | DE    | Texas Christian        | WAC          |
|  | 2    | 47     | San Francisco 49ers  | Jamie Winborn         | OLB   | Vanderbilt             | SEC          |
|  | 2    | 48     | New England Patriots | Matt Light†           | OT    | Purdue                 | Big Ten      |
|  | 2    | 49     | New York Jets        | Lamont Jordan         | RB    | Maryland               | ACC          |
|  | 2    | 50     | Detroit Lions        | Dominic Raiola        | C     | Nebraska               | Big 12       |
|  | 2    | 51     | Denver Broncos       | Paul Toviessi         | DE    | Marshall               | MAC          |
|  | 2    | 52     | Miami Dolphins       | Chris Chambers†       | WR    | Wisconsin              | Big Ten      |
|  | 2    | 53     | Dallas Cowboys       | Quincy Carter         | QB    | Georgia                | SEC          |
|  | 2    | 54     | Arizona Cardinals    | Michael Stone         | SS    | Memphis                | C-USA        |
|  | 2    | 55     | Philadelphia Eagles  | Quinton Caver         | LB    | Arkansas               | SEC          |
|  | 2    | 56     | Dallas Cowboys       | Tony Dixon            | SS    | Alabama                | SEC          |
|  | 2    | 57     | Minnesota Vikings    | Willie Howard         | DE    | Stanford               | Pac-10       |
|  | 2    | 58     | Buffalo Bills        | Travis Henry†         | RB    | Tennessee              | SEC          |
|  | 2    | 59     | Oakland Raiders      | Marques Tuiasosopo    | QB    | Washington             | Pac-10       |
|  | 2    | 60     | Tennessee Titans     | Andre Dyson           | CB    | Utah                   | MWC          |
|  | 2    | 61     | Detroit Lions        | Shaun Rogers†         | DT    | Texas                  | Big 12       |
|  | 2    | 62     | Baltimore Ravens     | Gary Baxter           | CB    | Baylor                 | Big 12       |
|  | 3    | 63     | Philadelphia Eagles  | Derrick Burgess†      | DE    | Mississippi            | SEC          |
|  | 3    | 64     | Arizona Cardinals    | Adrian Wilson†        | SS    | NC State               | ACC          |
|  | 3    | 65     | Cleveland Browns     | James Jackson         | RB    | Miami (FL)             | Big East     |
|  | 3    | 66     | Cincinnati Bengals   | Sean Brewer           | TE    | San Jose State         | WAC          |
|  | 3    | 67     | San Diego Chargers   | Tay Cody              | CB    | Florida State          | ACC          |
|  | 3    | 68     | Chicago Bears        | Mike Gandy            | OT    | Notre Dame             | Ind.         |
|  | 3    | 69     | Minnesota Vikings    | Eric Kelly            | CB    | Kentucky               | SEC          |
|  | 3    | 70     | New Orleans Saints   | Sedrick Hodge         | OLB   | North Carolina         | ACC          |
|  | 3    | 71     | Green Bay Packers    | Bhawoh Jue            | FS    | Penn State             | Big Ten      |
|  | 3    | 72     | Green Bay Packers    | Torrance Marshall     | ILB   | Oklahoma               | Big 12       |
|  | 3    | 73     | Jacksonville Jaguars | Eric Westmoreland     | OLB   | Tennessee              | SEC          |
|  | 3    | 74     | Carolina Panthers    | Steve Smith†          | WR    | Utah                   | MWC          |
|  | 3    | 75     | Kansas City Chiefs   | Eric Downing          | DT    | Syracuse               | Big East     |
|  | 3    | 76     | Buffalo Bills        | Ron Edwards           | DT    | Texas A&M              | Big 12       |
|  | 3    | 77     | Kansas City Chiefs   | Marvin Minnis         | WR    | Florida State          | ACC          |
|  | 3    | 78     | New York Giants      | Will Peterson         | CB    | Western Illinois       | Gateway      |
|  | 3    | 79     | New York Jets        | Kareem McKenzie       | OT    | Penn State             | Big Ten      |
|  | 3    | 80     | San Francisco 49ers  | Kevan Barlow          | RB    | Pittsburgh             | Big East     |
|  | 3    | 81     | New Orleans Saints   | Kenny Smith           | DT    | Alabama                | SEC          |
|  | 3    | 82     | Seattle Seahawks     | Heath Evans           | FB    | Auburn                 | SEC          |
|  | 3    | 83     | St. Louis Rams       | Brian Allen           | OLB   | Florida State          | ACC          |
|  | 3    | 84     | Tampa Bay Buccaneers | Dwight Smith          | SS    | Akron                  | MAC          |
|  | 3    | 85     | Miami Dolphins       | Travis Minor          | RB    | Florida State          | ACC          |
|  | 3    | 86     | New England Patriots | Brock Williams        | CB    | Notre Dame             | Ind.         |
|  | 3    | 87     | Denver Broncos       | Reggie Hayward        | DE    | Iowa State             | Big 12       |
|  | 3    | 88     | Miami Dolphins       | Morlon Greenwood      | ILB   | Syracuse               | Big East     |
|  | 3    | 89     | Oakland Raiders      | DeLawrence Grant      | OLB   | Oregon State           | Pac-10       |
|  | 3    | 90     | Tennessee Titans     | Shad Meier            | TE    | Kansas State           | Big 12       |
|  | 3    | 91     | Indianapolis Colts   | Cory Bird             | SS    | Virginia Tech          | Big East     |
|  | 3    | 92     | Baltimore Ravens     | Casey Rabach          | C     | Wisconsin              | Big Ten      |
|  | 3*   | 93     | Dallas Cowboys       | Willie Blade          | DT    | Mississippi State      | SEC          |
|  | 3*   | 94     | Jacksonville Jaguars | James Boyd            | SS    | Penn State             | Big Ten      |
|  | 3*   | 95     | Buffalo Bills        | Jonas Jennings        | OT    | Georgia                | SEC          |
|  | 4    | 96     | New England Patriots | Kenyatta Jones        | OT    | South Florida          | Ind.         |
|  | 4    | 97     | Cleveland Browns     | Anthony Henry         | CB    | South Florida          | Ind.         |
|  | 4    | 98     | Arizona Cardinals    | Bill Gramatica        | K     | South Florida          | Ind.         |
|  | 4    | 99     | Atlanta Falcons      | Roberto Garza         | C     | Texas A&M–Kingsville   | LSC          |
|  | 4    | 100    | Cincinnati Bengals   | Rudi Johnson†         | RB    | Auburn                 | SEC          |
|  | 4    | 101    | New York Jets        | Jamie Henderson       | CB    | Georgia                | SEC          |
|  | 4    | 102    | Atlanta Falcons      | Matt Stewart          | OLB   | Vanderbilt             | SEC          |
|  | 4    | 103    | Chicago Bears        | Karon Riley           | DE    | Minnesota              | Big Ten      |
|  | 4    | 104    | Seattle Seahawks     | Orlando Huff          | OLB   | Fresno State           | WAC          |
|  | 4    | 105    | Green Bay Packers    | Bill Ferrario         | G     | Wisconsin              | Big Ten      |
|  | 4    | 106    | Carolina Panthers    | Chris Weinke          | QB    | Florida State          | ACC          |
|  | 4    | 107    | Kansas City Chiefs   | Monty Beisel          | ILB   | Kansas State           | Big 12       |
|  | 4    | 108    | Kansas City Chiefs   | George Layne          | RB    | Texas Christian        | WAC          |
|  | 4    | 109    | Washington Redskins  | Sage Rosenfels        | QB    | Iowa State             | Big 12       |
|  | 4    | 110    | Buffalo Bills        | Brandon Spoon         | ILB   | North Carolina         | ACC          |
|  | 4    | 111    | Pittsburgh Steelers  | Mathias Nkwenti       | OT    | Temple                 | Big East     |
|  | 4    | 112    | San Diego Chargers   | Carlos Polk           | OLB   | Nebraska               | Big 12       |
|  | 4    | 113    | Denver Broncos       | Ben Hamilton          | G     | Minnesota              | Big Ten      |
|  | 4    | 114    | New York Giants      | Cedric Scott          | DE    | Southern Mississippi   | C-USA        |
|  | 4    | 115    | New Orleans Saints   | Moran Norris          | FB    | Kansas                 | Big 12       |
|  | 4    | 116    | St. Louis Rams       | Milton Wynn           | WR    | Washington State       | Pac-10       |
|  | 4    | 117    | Tampa Bay Buccaneers | John Howell           | SS    | Colorado State         | MWC          |
|  | 4    | 118    | Indianapolis Colts   | Ryan Diem             | OT    | Northern Illinois      | Ind.         |
|  | 4    | 119    | New England Patriots | Jabari Holloway       | TE    | Notre Dame             | Ind.         |
|  | 4    | 120    | Denver Broncos       | Nick Harris           | P     | California             | Pac-10       |
|  | 4    | 121    | Philadelphia Eagles  | Correll Buckhalter    | RB    | Nebraska               | Big 12       |
|  | 4    | 122    | Dallas Cowboys       | Markus Steele         | OLB   | USC                    | Pac-10       |
|  | 4    | 123    | Arizona Cardinals    | Marcus Bell           | DT    | Memphis                | C-USA        |
|  | 4    | 124    | Tennessee Titans     | Justin McCareins      | WR    | Northern Illinois      | Ind.         |
|  | 4    | 125    | New York Giants      | Jesse Palmer          | QB    | Florida                | SEC          |
|  | 4    | 126    | Baltimore Ravens     | Edgerton Hartwell     | ILB   | Western Illinois       | Gateway      |
|  | 4*   | 127    | Seattle Seahawks     | Curtis Fuller         | FS    | Texas Christian        | WAC          |
|  | 4*   | 128    | Seattle Seahawks     | Floyd Womack          | OT    | Mississippi State      | SEC          |
|  | 4*   | 129    | St. Louis Rams       | Brandon Manumaleuna   | TE    | Arizona                | Pac-10       |
|  | 4*   | 130    | Minnesota Vikings    | Shawn Worthen         | DT    | Texas Christian        | WAC          |
|  | 4*   | 131    | Minnesota Vikings    | Cedric James          | WR    | Texas Christian        | WAC          |
|  | 5    | 132    | San Diego Chargers   | Elliot Silvers        | OT    | Washington             | Pac-10       |
|  | 5    | 133    | Arizona Cardinals    | Mario Fatafehi        | DT    | Kansas State           | Big 12       |
|  | 5    | 134    | Cleveland Browns     | Jeremiah Pharms       | LB    | Washington             | Pac-10       |
|  | 5    | 135    | Cincinnati Bengals   | Víctor Leyva          | OT    | Arizona State          | Pac-10       |
|  | 5    | 136    | Atlanta Falcons      | Vinny Sutherland      | WR    | Purdue                 | Big Ten      |
|  | 5    | 137    | Dallas Cowboys       | Matt Lehr             | G     | Virginia Tech          | Big East     |
|  | 5    | 138    | Chicago Bears        | Bernard Robertson     | OT    | Tulane                 | C-USA        |
|  | 5    | 139    | San Diego Chargers   | Zeke Moreno           | ILB   | USC                    | Pac-10       |
|  | 5    | 140    | Seattle Seahawks     | Alex Bannister†       | WR    | Eastern Kentucky       | OVC          |
|  | 5    | 141    | Kansas City Chiefs   | Billy Baber           | TE    | Virginia               | ACC          |
|  | 5    | 142    | Jacksonville Jaguars | David Leaverton       | P     | Tennessee              | SEC          |
|  | 5    | 143    | Carolina Panthers    | Jarrod Cooper         | SS    | Kansas State           | Big 12       |
|  | 5    | 144    | Buffalo Bills        | Marques Sullivan      | OT    | Illinois               | Big Ten      |
|  | 5    | 145    | St. Louis Rams       | Jerametrius Butler    | CB    | Kansas State           | Big 12       |
|  | 5    | 146    | Pittsburgh Steelers  | Chukky Okobi          | C     | Purdue                 | Big Ten      |
|  | 5    | 147    | Philadelphia Eagles  | Tony Stewart          | TE    | Penn State             | Big Ten      |
|  | 5    | 148    | Detroit Lions        | Scotty Anderson       | WR    | Grambling State        | SWAC         |
|  | 5    | 149    | Detroit Lions        | Mike McMahon          | QB    | Rutgers                | Big East     |
|  | 5    | 150    | Kansas City Chiefs   | Derrick Blaylock      | RB    | Stephen F. Austin      | Southland    |
|  | 5    | 151    | Tampa Bay Buccaneers | Russ Hochstein        | G     | Nebraska               | Big 12       |
|  | 5    | 152    | Indianapolis Colts   | Raymond Walls         | CB    | Southern Miss          | C-USA        |
|  | 5    | 153    | New Orleans Saints   | Onome Ojo             | WR    | UC Davis               | Div. II Ind. |
|  | 5    | 154    | Washington Redskins  | Darnerien McCants     | WR    | Delaware State         | MEAC         |
|  | 5    | 155    | Philadelphia Eagles  | A.J. Feeley           | QB    | Oregon                 | Pac-10       |
|  | 5    | 156    | Miami Dolphins       | Shawn Draper          | TE    | Alabama                | SEC          |
|  | 5    | 157    | Minnesota Vikings    | Patrick Chukwurah     | OLB   | Wyoming                | MWC          |
|  | 5    | 158    | Oakland Raiders      | Ray Perryman          | SS    | Northern Arizona       | Big Sky      |
|  | 5    | 159    | Tennessee Titans     | Eddie Berlin          | WR    | Northern Iowa          | Gateway      |
|  | 5    | 160    | New York Giants      | John Markham          | K     | Vanderbilt             | SEC          |
|  | 5    | 161    | Baltimore Ravens     | Chris Barnes          | RB    | New Mexico State       | Big West     |
|  | 5*   | 162    | New York Giants      | Jonathan Carter       | WR    | Troy                   | Southland    |
|  | 5*   | 163    | New England Patriots | Hakim Akbar           | OLB   | Washington             | Pac-10       |
|  | 6    | 164    | Miami Dolphins       | Brandon Winey         | OT    | LSU                    | SEC          |
|  | 6    | 165    | Cleveland Browns     | Michael Jameson       | CB    | Texas A&M              | Big 12       |
|  | 6    | 166    | Arizona Cardinals    | Bobby Newcombe        | WR    | Nebraska               | Big 12       |
|  | 6    | 167    | Atlanta Falcons      | Randy Garner          | DE    | Arkansas               | SEC          |
|  | 6    | 168    | Cincinnati Bengals   | Riall Johnson         | OLB   | Stanford               | Pac-10       |
|  | 6    | 169    | San Francisco 49ers  | Cedrick Wilson        | WR    | Tennessee              | SEC          |
|  | 6    | 170    | Jacksonville Jaguars | Chad Ward             | G     | Washington             | Pac-10       |
|  | 6    | 171    | Dallas Cowboys       | Daleroy Stewart       | DT    | Southern Miss          | C-USA        |
|  | 6    | 172    | Seattle Seahawks     | Josh Booty            | QB    | LSU                    | SEC          |
|  | 6    | 173    | Detroit Lions        | Jason Glenn           | OLB   | Texas A&M              | Big 12       |
|  | 6    | 174    | Tampa Bay Buccaneers | Jameel Cook           | FB    | Illinois               | Big Ten      |
|  | 6    | 175    | Carolina Panthers    | Dee Brown             | RB    | Syracuse               | Big East     |
|  | 6    | 176    | Kansas City Chiefs   | Alex Sulfsted         | G     | Miami (OH)             | MAC          |
|  | 6    | 177    | Miami Dolphins       | Josh Heupel           | QB    | Oklahoma               | Big 12       |
|  | 6    | 178    | Buffalo Bills        | Tony Driver           | FS    | Notre Dame             | Ind.         |
|  | 6    | 179    | San Francisco 49ers  | Rashad Holman         | CB    | Louisville             | C-USA        |
|  | 6    | 180    | New England Patriots | Arther Love           | TE    | South Carolina State   | MEAC         |
|  | 6    | 181    | Pittsburgh Steelers  | Rodney Bailey         | DE    | Ohio State             | Big Ten      |
|  | 6    | 182    | Pittsburgh Steelers  | Roger Knight          | OLB   | Wisconsin              | Big Ten      |
|  | 6    | 183    | Tampa Bay Buccaneers | Ellis Wyms            | DT    | Mississippi State      | SEC          |
|  | 6    | 184    | Oakland Raiders      | Chris Cooper          | DT    | Nebraska–Omaha         | NCC          |
|  | 6    | 185    | New Orleans Saints   | Mitch White           | OT    | Oregon State           | Pac-10       |
|  | 6    | 186    | Washington Redskins  | Mario Monds           | DT    | Cincinnati             | C-USA        |
|  | 6    | 187    | Miami Dolphins       | Otis Leverette        | DE    | UAB                    | C-USA        |
|  | 6    | 188    | Miami Dolphins       | Rick Crowell          | LB    | Colorado State         | MWC          |
|  | 6    | 189    | Minnesota Vikings    | Carey Scott           | CB    | Kentucky State         | SIAC         |
|  | 6    | 190    | Denver Broncos       | Kevin Kasper          | WR    | Iowa                   | Big Ten      |
|  | 6    | 191    | San Francisco 49ers  | Menson Holloway       | DE    | Texas-El Paso          | WAC          |
|  | 6    | 192    | Tennessee Titans     | Dan Alexander         | RB    | Nebraska               | Big 12       |
|  | 6    | 193    | Indianapolis Colts   | Jason Doering         | FS    | Wisconsin              | Big Ten      |
|  | 6    | 194    | Baltimore Ravens     | Joe Maese             | LS    | New Mexico             | MWC          |
|  | 6*   | 195    | Buffalo Bills        | Dan O'Leary           | TE    | Notre Dame             | Ind.         |
|  | 6*   | 196    | Buffalo Bills        | Jimmy Williams        | CB    | Vanderbilt             | SEC          |
|  | 6*   | 197    | St. Louis Rams       | Francis St. Paul      | WR    | Northern Arizona       | Big Sky      |
|  | 6*   | 198    | Green Bay Packers    | David Martin          | TE    | Tennessee              | SEC          |
|  | 6*   | 199    | Tennessee Titans     | Adam Haayer           | OT    | Minnesota              | Big Ten      |
|  | 6*   | 200    | New England Patriots | Leonard Myers         | CB    | Miami (FL)             | Big East     |
|  | 7    | 201    | San Diego Chargers   | Brandon Gorin         | OT    | Purdue                 | Big Ten      |
|  | 7    | 202    | Arizona Cardinals    | Renaldo Hill          | CB    | Michigan State         | Big Ten      |
|  | 7    | 203    | Cleveland Browns     | Paul Zukauskas        | G     | Boston College         | Big East     |
|  | 7    | 204    | Cincinnati Bengals   | T.J. Houshmandzadeh†  | WR    | Oregon State           | Pac-10       |
|  | 7    | 205    | Tampa Bay Buccaneers | Dauntae' Finger       | TE    | North Carolina         | ACC          |
|  | 7    | 206    | New York Jets        | James Reed            | DT    | Iowa State             | Big 12       |
|  | 7    | 207    | Dallas Cowboys       | Colston Weatherington | DT    | Central Missouri State | MIAA         |
|  | 7    | 208    | Chicago Bears        | John Capel            | WR    | Florida                | SEC          |
|  | 7    | 209    | San Francisco 49ers  | Alex Lincoln          | LB    | Auburn                 | SEC          |
|  | 7    | 210    | Seattle Seahawks     | Harold Blackmon       | SS    | Northwestern           | Big Ten      |
|  | 7    | 211    | Carolina Panthers    | Louis Williams        | C     | LSU                    | SEC          |
|  | 7    | 212    | Kansas City Chiefs   | Shaunard Harts        | S     | Boise State            | Big West     |
|  | 7    | 213    | Jacksonville Jaguars | Anthony Denman        | OLB   | Notre Dame             | Ind.         |
|  | 7    | 214    | Buffalo Bills        | Reggie Germany        | WR    | Ohio State             | Big Ten      |
|  | 7    | 215    | Atlanta Falcons      | Cory Hall             | FS    | Appalachian State      | SoCon        |
|  | 7    | 216    | New England Patriots | Owen Pochman          | K     | BYU                    | MWC          |
|  | 7    | 217    | New York Jets        | Tupe Peko             | G     | Michigan State         | Big Ten      |
|  | 7    | 218    | Pittsburgh Steelers  | Chris Taylor          | WR    | Texas A&M              | Big 12       |
|  | 7    | 219    | Atlanta Falcons      | Kynan Forney          | G     | Hawaii                 | WAC          |
|  | 7    | 220    | Indianapolis Colts   | Rick DeMulling        | G     | Idaho                  | Big West     |
|  | 7    | 221    | New Orleans Saints   | Ennis Davis           | DT    | USC                    | Pac-10       |
|  | 7    | 222    | Seattle Seahawks     | Dennis Norman         | C     | Princeton              | Ivy          |
|  | 7    | 223    | Tampa Bay Buccaneers | Than Merrill          | SS    | Yale                   | Ivy          |
|  | 7    | 224    | San Francisco 49ers  | Eric Johnson          | TE    | Yale                   | Ivy          |
|  | 7    | 225    | Minnesota Vikings    | Brian Crawford        | OT    | Western Oregon         | CFA          |
|  | 7    | 226    | Atlanta Falcons      | Ronald Flemons        | DE    | Texas A&M              | Big 12       |
|  | 7    | 227    | Carolina Panthers    | Mike Roberg           | TE    | Idaho                  | Big West     |
|  | 7    | 228    | Oakland Raiders      | Derek Combs           | CB    | Ohio State             | Big Ten      |
|  | 7    | 229    | Oakland Raiders      | Ken-Yon Rambo         | WR    | Ohio State             | Big Ten      |
|  | 7    | 230    | New York Giants      | Ross Kolodziej        | DT    | Wisconsin              | Big Ten      |
|  | 7    | 231    | Baltimore Ravens     | Dwayne Missouri       | DE    | Northwestern           | Big Ten      |
|  | 7*   | 232    | Tennessee Titans     | Keith Adams           | OLB   | Clemson                | ACC          |
|  | 7*   | 233    | Jacksonville Jaguars | Marlon McCree         | SS    | Kentucky               | SEC          |
|  | 7*   | 234    | Tampa Bay Buccaneers | Joe Tafoya            | DE    | Arizona                | Pac-10       |
|  | 7*   | 235    | Jacksonville Jaguars | Richmond Flowers III  | WR    | Tennessee–Chattanooga  | SoCon        |
|  | 7*   | 236    | Atlanta Falcons      | Quentin McCord        | WR    | Kentucky               | SEC          |
|  | 7*   | 237    | Seattle Seahawks     | Kris Kocurek          | DT    | Texas Tech             | Big 12       |
|  | 7*   | 238    | Buffalo Bills        | Tyrone Robertson      | DT    | Georgia                | SEC          |
|  | 7*   | 239    | New England Patriots | T.J. Turner           | OLB   | Michigan State         | Big Ten      |
|  | 7*   | 240    | Dallas Cowboys       | John Nix              | NT    | Southern Mississippi   | C-USA        |
|  | 7*   | 241    | Jacksonville Jaguars | Randy Chevrier        | DT    | McGill                 | OQIFC        |
|  | 7*   | 242    | Dallas Cowboys       | Char-ron Dorsey       | OT    | Florida State          | ACC          |
|  | 7*   | 243    | Kansas City Chiefs   | Terdell Sands         | DT    | Tennessee–Chattanooga  | SoCon        |
|  | 7^   | 244    | San Diego Chargers   | Robert Carswell       | SS    | Clemson                | ACC          |
|  | 7^   | 245    | Cleveland Browns     | Andre King            | WR    | Miami (FL)             | Big East     |
|  | 7^   | 246    | Arizona Cardinals    | Tevita Ofahengaue     | TE    | BYU                    | MWC          |